# اینترلوکین ۱۸
اینترلوکین ۱۸ (انگلیسی: Interleukin 18) پروتئینی است که در انسان توسط ژن «IL18» کد می‌شود.
این ماده، یکی از سیتوکین‌های ایجادکننده‌های التهاب است و توسط ماکروفاژ و سایر سلول‌ها تولید می‌شود و کارش را، از طریق اتصال به «گیرندهٔ اینترلوکین ۱۸» انجام می‌دهد.
اینترلوکین ۱۸ به همراه اینترلوکین ۱۲، موجب تحریک ایمنی سلولی در مواجهه با میکروب‌هایی می‌شود که لیپوپلی ساکارید تولید می‌کنند.